# 张广韶
张广韶，山东泰安人，是一名清朝政治人物。
张广韶曾于1847年接替孙丰任金山县知县一职，1847年由陈伟接任。